# Eucyclops serrulatus
Eucyclops serrulatus är en kräftdjursart som först beskrevs av Fischer 1851.  Eucyclops serrulatus ingår i släktet Eucyclops och familjen Cyclopidae. Inga underarter finns listade i Catalogue of Life.